# Time Fades Away
Time Fades Away ist ein Livealbum von Neil Young, das 1973 bei Reprise Records erschienen ist. Es ist sein erstes regulär veröffentlichtes Live-Album.

## Hintergrund
Die Aufnahmen entstanden während Youngs 90-tägiger Tournee im Anschluss an die sehr erfolgreiche Veröffentlichung von Harvest. Time Fades Away stammt aus seiner sogenannten „Ditch Period“ oder „Doom Period“, bestehend aus dem Album und den beiden Veröffentlichungen On the Beach und Tonight’s the Night. Die Musik dieser Zeit ist durch einen dunklen und verzweifelten Unterton gekennzeichnet, u. a. ausgelöst durch den Tod des Crazy-Horse-Gitarristen Danny Whitten, mit dem Young lange Zeit befreundet war, im Jahr 1972.
Time Fades Away besteht ausschließlich aus bis dahin unveröffentlichtem Material. Dem Album lag ein Poster mit den Songtexten bei. Eine Neuauflage als CD erfolgte erst 2017, im Rahmen des Boxsets Original Release Series Discs 5–8.

## Titelliste
Alle Songs sind von Neil Young.
Seite 1
1. Time Fades Away (Myriad Convention Center in Oklahoma City, Oklahoma, am 1. März 1973) – 5:36
2. Journey Through the Past (Public Hall in Cleveland, Ohio, am 11. Februar 1973) – 3:19
3. Yonder Stands the Sinner (Seattle Center Coliseum in Seattle, Washington, am 17. März 1973) – 3:17
4. L.A. (Myriad Convention Center in Oklahoma City, Oklahoma, am 1. März 1973) – 3:11
5. Love in Mind (Royce Hall in Los Angeles, California, am 30. Januar 1971) – 2:02

Seite 2
1. Don’t Be Denied (Arizona Veterans Memorial Coliseum in Phoenix, Arizona, am 28. März 1973) – 5:18
2. The Bridge (Sacramento Memorial Auditorium in Sacramento, California, am 1. April 1973) – 3:05
3. Last Dance (San Diego Sports Arena in San Diego, California, am 29. März 1973) – 8:45

## Besetzung
- Neil Young – Gesang, Gitarre (auf den Liedern Nr. 1, 3, 4, 6 und 8); Mundharmonika (auf 1 und 7); Klavier (auf 2, 5, 7)
- Ben Keith – Gesang (auf 1, 4, 6 und 8); Slide-Gitarre (auf 1, 3, 4, 6 und 8)
- Jack Nitzsche – Klavier (auf 1, 3, 4, 6 und 8), Gesang (auf Lied 6)
- Johnny Barbata – Schlagzeug (auf 1, 3, 4, 6 und 8)
- Tim Drummond – Bass auf 1, 3, 6 und 8)
- David Crosby – Gesang (auf 3 und 8); Gitarre (auf Lied 3)
- Graham Nash – Gesang und Gitarre (auf Lied 8)
- Joe Yankee – Bass (auf Lied 4)

Der Name „Joe Yankee“ ist ein Pseudonym von Neil Young.

## Charterfolge
Time Fades Away erreichte Platz 22 der Billboard 200 und wurde im Dezember 1973 von der RIAA mit Gold ausgezeichnet.

## Rezeption
- Der Musikjournalist Robert Christgau urteilte, Time Fades Away sei keine aussichtslose Wegwerfware oder ein übereiltes Livealbum. Youngs Begleitband Stray Gators unterstützten ihn genauso gut, wie Crazy Horse es getan haben könnten. Christgau vergab in der Bewertung ein A.[9]
- Auf Allmusic schrieb Mark Deming, das Album zeige den schwierigen Zeitgeist der USA der 1970er Jahre in einer Art, wie nur wenige Rockmusiker es wagten. Einige Songs seien die kraftvollsten Aufführungen, die Young jemals auf Vinyl festgehalten habe. In der Bewertung erhielt Time Fades Away vier von fünf Sternen.[10]
- Für den Rolling Stone resümierte Bud Scoppa, Time Fades Away sei nicht das Standard-Livealbum eines erfolgreichen Künstlers und es seien einige Fehler in der Darbietung zu hören, so dass Young hier ein aufschreckend unorthodoxes Album gemacht habe – eine Eigentümlichkeit von einem der eigentümlichsten Rockkünstler. Und wenn die Aufnahmen nicht ein klangvoller Erfolg gewesen wären, dann wäre Time Fades Away immer noch ein bedeutsames Selbstporträt eines faszinierenden Menschen.[11]